# فلورا جيسوب
فلورا جيسوب (بالإنجليزية: Flora Jessop)‏ هي كاتِبة أمريكية، ولدت في 1969.